# Transat anglaise 1988
Navigation
Édition précédente Édition suivante
La Transat anglaise 1988 (Carlsberg Single-handed Trans-Atlantic Race 1988) est la huitième édition de la Transat anglaise.  
Elle relie Plymouth (Royaume-Uni) à Newport (États-Unis). Elle a été remportée par Philippe Poupon sur le trimaran Fleury Michon. 

## Évènements
95 concurrents ont pris le départ de la course et 75 l'ont finie.
Des conditions exceptionnelles permettent à Philippe Poupon de faire route directe pendant toute la course. Mike Birch et Olivier Moussy qui naviguent sur des plans Nigel Irens similaires auront moins de chance : le premier heurte une baleine tandis que le second aura des problèmes dus à un lancement tardif.

## Classement des multicoques
| Position | Skipper          | Nationalité | Bateau                     | Type/ LOA (ft) | Temps            | Pénalité    |
| -------- | ---------------- | ----------- | -------------------------- | -------------- | ---------------- | ----------- |
| 1er      | Philippe Poupon  | France      | Fleury Michon              | Trimaran 60    | 10 j 09 h 15 min |             |
| 2e       | Olivier Moussy   | France      | Laiterie Mont-Saint-Michel | Trimaran 60    | 11 j 04 h 17 min |             |
| 3e       | Loïck Peyron     | France      | Lada Poch II               | Trimaran 60    | 11 j 09 h 02 min |             |
| 4e       | Phill Stegal     | États-Unis  | Sebago                     | Trimaran 60    | 11 j 09 h 55 min |             |
| 5e       | Bruno Peyron     | France      | VSD                        | Catamaran 60   | 12 j 23 h 20 min |             |
| 6e       | Halvard Mabire   | France      | Gérard Hénon               | Catamaran 60,  | 13 j 06 h 51 min |             |
| 7e       | Florence Arthaud | France      | Groupe Pierre 1er          | Trimaran 60    | 13 j 10 h 58 min |             |
| 8e       | Jean Maurel      | France      | Elf Aquitaine III          | Trimaran 60    | 14 j 10 h 02 min |             |
| 9e       | Tony Bullimore   | Royaume-Uni | Spirit of Apricot          | Trimaran 60    | 14 j 20 h 40 min | 32 h 06 min |
| 10e      | Pierre Sicouri   | Italie      | La nuova Sardegna          | Trimaran 60    | 15 j 17 h 34 min |             |
| 11e      | Pascal Hérold    | France      | Dupon Duran                | Trimaran 60    | 16 j 12 h 39 min |             |
| 12e      | Nic Bailey       | États-Unis  | MTC                        | Trimaran 40    | 16 j 17 h 03 min |             |

## Classement des monocoques
| Position | Skipper           | Nationalité    | Bateau               | Type/ LOA (ft) | Temps            | Pénalité |
| -------- | ----------------- | -------------- | -------------------- | -------------- | ---------------- | -------- |
| 1er      | Jean-Yves Terlain | France         | UAP 1992             | Mono-60 (I)    | 17 j 04 h 05 min |          |
| 2e       | John Martin       | Afrique du Sud | Allied Bank          | Mono-60 (I)    | 17 j 08 h 18 min |          |
| 3e       | José de Ugarte    | Espagne        | Castrol Solo         | Mono-60 (I)    | 17 j 21 h 47 min |          |
| 4e       | Titouan Lamazou   | France         | Écureuil d'Aquitaine | Mono-60 (I)    | 18 j 07 h 00 min |          |
| 5e       | Courtney Hazelton | États-Unis     | Mariko               | Mono-45 (III)  | 21 j 05 h 44 min |          |